# Hypotheekakte
De hypotheekakte is het officiële contract behorende bij een hypothecaire lening en opgesteld door een notaris. De hypotheekakte bepaalt dat een recht van hypotheek gevestigd wordt ten behoeve van de hypotheeknemer (vaak een bank of verzekeringsmaatschappij). Het komt erop neer dat de hypotheekgever een registergoed (bijvoorbeeld een huis) als onderpand geeft aan de hypotheeknemer (vaak een bank of verzekeringsmaatschappij). Dit is vaak een voorwaarde voor het krijgen van een geldlening om het onderpand te kopen. 
Op basis van het borderel, een uittreksel uit de hypotheekakte, wordt de hypotheek in de openbare registers ingeschreven.
Volgens de wet dient een hypotheekakte ten overstaan van een notaris te worden gepasseerd. Bij de notaris wordt de hypotheekakte door beide partijen ondertekend, waarbij de geldschieter meestal via een volmacht zal tekenen.
Voor veel mensen is het moeilijk om een hypotheekakte goed te begrijpen. Dit komt vaak door het juridische taalgebruik en de omvang van de akte en bijbehorende stukken.
De prijzen die notarissen rekenen voor een hypotheekakte lopen sterk uiteen. In Nederland was tot 1 oktober 1999 de prijs vast, sindsdien is de prijs vrijgegeven.
De hypotheekakte dient ingeschreven te worden in Nederland bij het Kadaster en in België op het Kantoor Rechtszekerheid; op dat moment is de hypotheek pas gevestigd. 